# Municipio de Liberal (Iowa)
El municipio de Liberal (en inglés: Liberal Township) es un municipio ubicado en el condado de Lyon en el estado estadounidense de Iowa. En el año 2010 tenía una población de 385 habitantes y una densidad poblacional de 4,18 personas por km².

## Geografía
El municipio de Liberal se encuentra ubicado en las coordenadas 43°23′00″N 96°1′45″O / 43.38333, -96.02917. Según la Oficina del Censo de los Estados Unidos, el municipio tiene una superficie total de 92.21 km², de la cual 92,2 km² corresponden a tierra firme y (0,01 %) 0,01 km² es agua.

## Demografía
Según el censo de 2010, había 385 personas residiendo en el municipio de Liberal. La densidad de población era de 4,18 hab./km². De los 385 habitantes, el municipio de Liberal estaba compuesto por el 100 % blancos. Del total de la población el 0 % eran hispanos o latinos de cualquier raza.